# Muriel Deutsch Lezak
Muriel Deutsch Lezak (1927-6 de octubre de 2021) fue una neuropsicóloga estadounidense, conocida por haber acuñado el término de funciones ejecutivas para las capacidades mentales esenciales para llevar a cabo una conducta eficaz, creativa y aceptada socialmente.

## Trayectoria
Estudió en la Universidad de Oregón. Recibió su master en la Universidad de Chicago. Terminó su doctorado en la Universidad de Portland. En las clases de neurología era la única mujer.
Sus primeros pacientes fueron soldados que volvían de la guerra de Vietnam con lesiones cerebrales. En la década del '70 creó grupos de apoyo para familiares de pacientes con lesión cerebral, algo novedoso para la época, y para familiares de deportistas y atletas adolescentes que habían sufrido conmoción cerebral. Ella estaba convencida de que el apoyo psicoterapéutico a los familiares del pacientes con lesión cerebral podía mejorar la calidad de vida del mismo y de su familia. Entre las metas del apoyo psicológico ella incluía ayudar a la familia a reajustar las expectativas, brindar consejos prácticos del manejo de la situación del paciente y conscientizarlos sobre sus propias necesidades.
Lezak definió las funciones ejecutivas como el conjunto de actividades cognitivas que favorecen llevar a cabo un plan coherente dirigido hacia el logro de una meta específica.
En 1984 resultó elegida Presidenta de la Sociedad Internacional de Neuropsicología.
El trabajo de Lezak ayudó a humanizar y personalizar la evaluación neuropsicológica.

## Vida personal
Lezak fue esposa del abogado Sidney Lezak y tuvo tres hijos.

## Premios y reconocimientos
En 1996 recibió el premio a la neuropsicóloga distinguida por su trayectoria de vida (Distinguished Lifetime Contribution to Neuropsychology Award), que otorga la Academia Nacional de Neuropsicología de los Estados Unidos  a científicos que hayan realizado importantes contribuciones científicas, intelectuales y relacionadas con la formación en el campo de la neuropsicología.

## Obras
- Bowler, R. M., Lezak, M., Booty, A., Hartney, C., Mergler, D., Levin, J. & Zisman, F. (2001). Neuropsychological dysfunction, mood disturbance, and emotional status of munitions workers. Applied Neuropsychology, 8(2).
- Cohen, R. Green, M.D. Lezak, J. Lyberger, J. Mack, E. Silbergeld, J. Valciukas, and W. Chappell 1994 Criteria for progressive modification of neurobehavioral batteries. Neurotoxicol. Teratol. 16(5).WHO (World Health Organization) 1985 Energy and protein requirements. Report of a joint FAO/WHO/UNU Expert Committee. WHO Technical Report Series 724. Geneva, Switzerland: World Health Organization.
- Lezak, MD (1978). Living with the characterologically altered brain injured patient. The Journal of Clinical Psychiatry, 39.
- Howieson DB, Lezak MD (1992). The neuropsychological evaluation, in The American Psychiatric Press Textbook of Neuropsychiatry, 2nd Edition, edited by Yudofsky SC, Hales RE. Washington, DC: American Psychiatric Press.
- Lezak, MD (1979) Recovery of memory and learning. functions following brain injury. Cortex 15.
- Lezak, MD (1982). The problem of assessing executive functions, International Journal of Psychology, 17.
- Lezak, MD (1986). Psychological implications of traumatic brain damage for the patient’s family. Rehabilitation Psychology, 31.
- Lezak, MD (1987). Assessment for rehabilitation purposes. In: M. Meier, A.L. Benton, & L. Diller (Eds.)  Neuropsychological Rehabilitation. New York: Oxford University Press.
- Lezak, MD (1988). Brain damage is a family affair. Journal of Clinical and Experimental Neuropsychology, 10.
- Lezak, MD (1994). Domains of behavior from a neuropsychological perspective: the whole story. Nebraska Symposium on Motivation, 41.
- Lezak, MD (2000). Nature, applications and limitations of neuropsychological assessment following traumatic brain injury. In International Handbook of Neuropsychological Rehabilitation. A Christensen and BP Uzzell (eds). New York: Kluwer Academic/Plenum.
- Lezak, M.D., Howieson, D.B., Bigler, E.D. & Tranel, D. (2012). Neuropsychological Assessment (5th ed.). New York: Oxford University Press.
- Matser JT, Kessels AGH, Lezak MD, et al. (1999). Neuropsychological Impairment in Amateur Soccer Players, JAMA.
- Matser JT, Kessels AGH, Lezak MD and Troost J. (2001).“A Dose-Response Relation of Headers and Concussions with Cognitive Impairment in Professional Soccer Players,” J Clin Exp Neuropsychology, 23(6).
- Malec J.F., Moessner AM, Kragness M, Lezak MD. (2000) Refining a measure of brain injury sequelae to predict post-acute rehabilitation outcome: rating scale analysis of the Mayo-Portland Adaptability Inventory. Journal of Head Trauma Rehabilitation 13.